# Апостол Епенет
Апостол Епенетје био један од седамдесет Христових апостола. Апостол Павле га спомиње у својој Посланици Римљанима (Рим 16,5).
Био је епископ града Картаге.
Православна црква га прославља 30. јула по јулијанском календару.